# Asztúriai Nyelvi Akadémia
Asztúriai Nyelvi Akadémia röviden ALLA (asztúriaiul: Academia de la Llingua Asturiana, spanyolul: Academia de la Lengua Asturiana) az asztur-leóni nyelv asztúriai változatának szabályozására és védelmére 1980-ban létrehozott hivatalos intézmény, amely Asztúria spanyolországi autonóm közösség fővárosában, Oviedóban (asztúriaiul: Uviéu) székel. Az akadémia célja az egységes irodalmi nyelv kimunkálása, szótárak és helyesírás megjelentetése, oktatás és népszerűsítés, valamint irodalmi díjak odaítélése, politikai szinten az asztúriai nyelvi jogok biztosítása is. Az intézményt az autonóm közösség kormánya hivatalosan támogatja.
Az akadémia jelenleg huszonnyolc rendes tagból áll, rajtuk kívül még huszonhárom külföldi tagból és tizenöt tiszteletbeli tagból. Utóbbiak között van Hevia, egy asztúriai dudaművész, aki elkötelezett híve az asztúriai nyelv megőrzésének.
Az akadémia elnöke Xosé Antón González Riaño, aki az oviedói egyetem pedagógia karának professzora is.

## Története
Az önálló asztur akadémia ötletét már 1791-ben felvetette Gaspar Melchor de Jovellanos felvilágosult politikus és író a Carlos González de Posadával folytatott levelezéseiben. Jovellanos jelentős anyagot gyűjtött össze, ám munkája félbe szakadt, mert 1801-ben Manuel Godoy letartóztatta és száműzte Mallorcára, ezért Jovellanos a továbbiakban nem végzett kulturális tevékenységet.

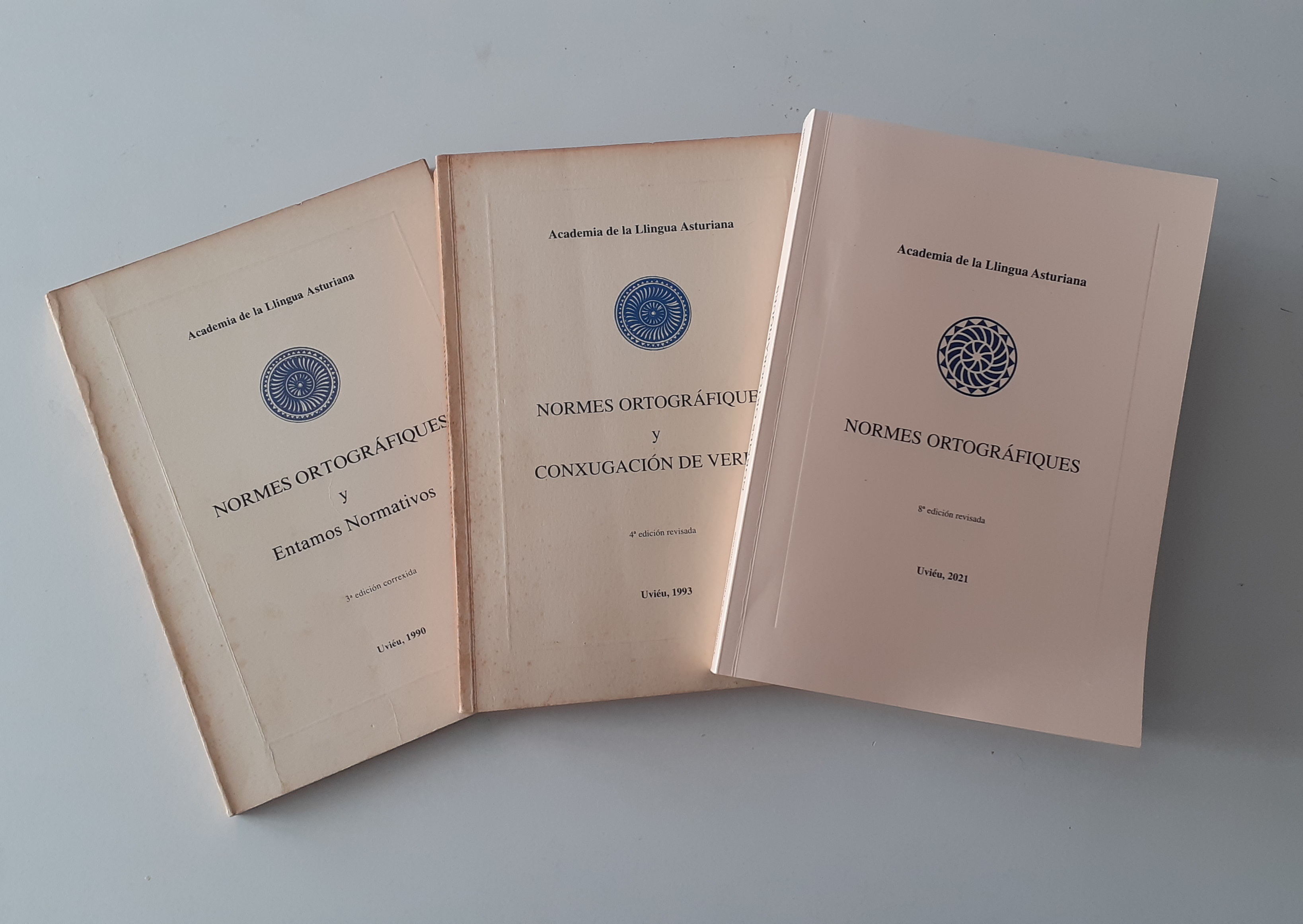
Az akadémia által közölt asztúriai helyesírás

1878-ban Gumersindo Laverde filozófus újból előállt az akadémia ötletével, elképzelését támogatta az oviedói egyetem rektora, Fermín Canella is. 1919. február 10-án asztúriai értelmiségiek létrehozták a négy karból álló Asztúriai Királyi Művészeti és Irodalmi Akadémiá-t (spanyolul: Real Academia Asturiana de las Artes y las Letras), amelyben külön részleg foglalkozott az asztur nyelvvel, nyelvtan- és szótárkészítéssel, továbbá folyóiratok közlésével. Egyéb karokon az asztur nyelvű irodalom, zene és színház fejlesztésével foglalkoztak. Külön érdekessége az akkori akadémiának, hogy igen nagy számmal voltak női tagjai is.
A nyelv művelésére vonatkozó tevékenységet a Franco-rezsim megtiltotta, de a történelem, hagyományok, kultúra és egyebek tanulmányozására működhetett az Asztúriai Tanulmányok Intézete. Javulás a fennálló helyzetben az 1960-as évek végétől kezdődött, amikortól újból lehetett foglalkozni az asztúriai nyelvvel.
Asztúria autonómiájának kihirdetése már folyamatban volt, amikor 1980-ban az Asztúriai Területi Tanács, az autonóm közösség kormányának elődje jóváhagyta az Asztúriai Nyelvi Akadémia létrehozását, amely december 15-én meg is alakult. Első elnöke Xosé Lluis García Arias volt, aki 2001-ig vezette az intézményt, majd átadta a székét Ana Canónak.

## Az akadémia tevékenysége

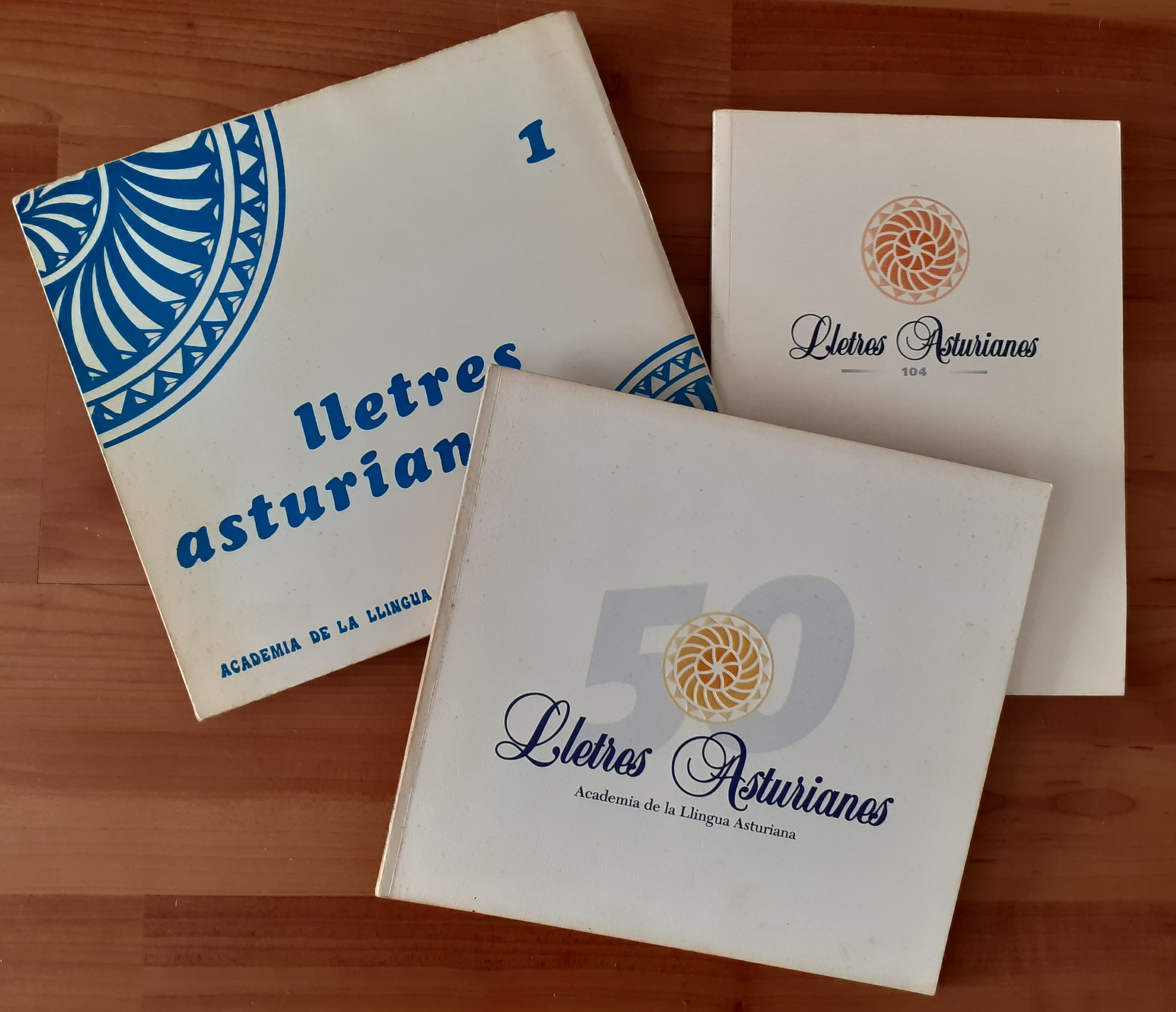
Az akadémia közlönye.

Az akadémia 1981 óta adja ki az asztúriai nyelv normáit meghatározó könyveket. Külön részlegek specializáltak gyerekirodalomra, régi vagy elfeledett művek újbóli megjelentetésére, illetve asztúriai nyelvű szakkönyvtár fenntartására.
1982 óta évente megtartják az Asztúriai Levelek Napjá-t (asztúriaiul: Dia de les lletres asturianes), amelyre május első péntekén kerül sor.
Az akadémia hivatalos közlönye a Lletres Asturianes (Asztúriai levelek).
Az akadémia igyekszik tevékenységével támogatni a közeli León és Zamora tartományokban beszélt leóni nyelv megőrzését is, amely az asztúriaival azonos, s ottani értelmiségiek már lépéseket tettek arra, hogy a leóni nyelv leírásánál az asztúriai akadémia normáit kövessék.

## Külső hivatkozások
Hivatalos weboldal 